# 포흘 재판

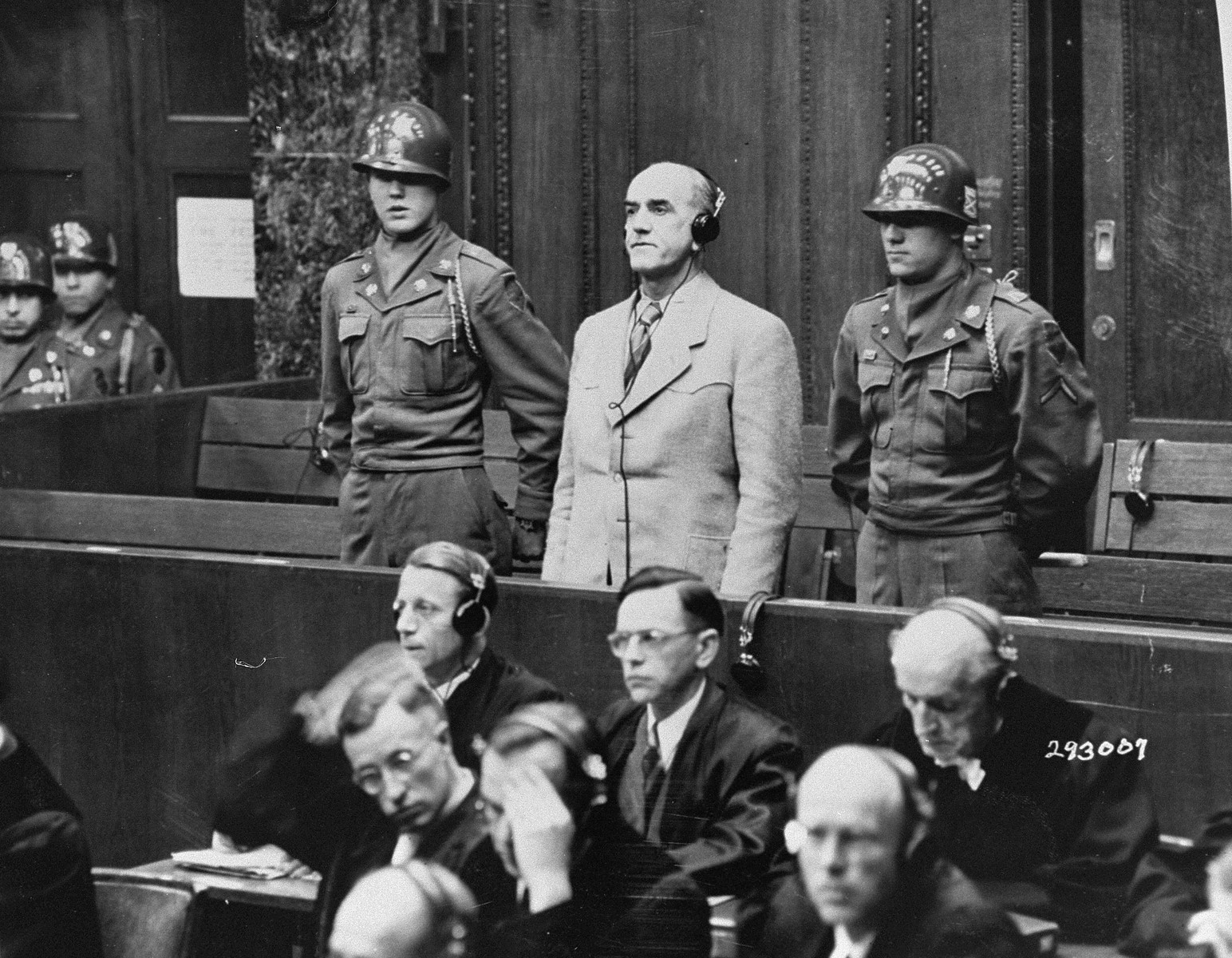
교수형을 선고받는 SS상급집단지도자 오스발트 포흘.

미합중국 대 오스발트 포흘 외 판례(The United States of America vs. Oswald Pohl, et al.) 또는 포흘 재판(Pohl trial)은 제2차 세계 대전 이후 미군 군사법정에서 개최한 12차례의 전쟁범죄 재판(뉘른베르크 계속재판) 중 네 번째 재판이다. 독일어로는 친위대 경제행정본부 재판(독일어: Prozess Wirtschafts- und Verwaltungshauptamt der SS)이라고도 한다.
친위대(SS) 상급집단지도자 오스발트 포흘을 비롯하여 친위대 경제행정본부(SS-WVHA)에서 일한 SS 장교 18인이 전쟁범죄 및 인도에 반한 죄로 기소되었다. 주요 기소 내용은 "최종 해결책"에 관여한 것이었다. WVHA는 강제수용소 및 절멸수용소의 운영을 담당한 관청이었다. 또한 무장친위대의 보급조달과 1942년 기준 SS해골부대(강제수용소 위병)의 행정업무도 여기서 담당했다.
판사는 로버트 M. 톰스(재판장), 피츠로이 도널드 필립스, 마이클 A. 무스마노, 존 J. 스페이트였다. 검사인단 대표는 텔퍼드 테일러였고 제임스 M. 맥커네히, 잭 W. 로빈스가 주요 검사인이었다. 기소는 1947년 1월 13일에 이루어졌으며 공판은 4월 8일부터 시작되어 11월 3일에 판결이 내려졌다. 피고인들 중 오스발트 포흘만 유일하게 교수형을 당했고 나머지 사형수는 감형이 이루어졌으며 세 명은 무혐의 석방되었다. 나머지 피고인들은 10년형에서 종신형 사이의 징역을 선고받았다.
1948년 7월 14일 추가 변호를 위해 재판이 재소집되었고, 1948년 8월 11일 최종적으로 재판이 마무리되었다. 이전 판결의 내용이 대부분 유지되었지만 게오르크 뢰르너가 사형에서 종신형으로 감형되는 등 약간의 변화가 있었다.
다만 유죄가 확정된 피고들은 대부분 1950년대에 감형되거나 석방되었다.

## 기소 내용
1. 전쟁범죄와 인도에 반한 죄를 저지르기 위한 계획 또는 음모 일체에 가담한 죄.
2. 전쟁범죄: 강제수용소와 절멸수용소의 행정과 그곳들에서 이루어진 대량살인과 잔학행위의 죄.
3. 인도에 반한 죄: 위와 동일한 견지에서 노예노동 혐의를 추가한 죄.
4. 범죄조직 SS의 일원인 죄.

## 피고인 목록
| 사진 | 성명                 | 기소 내용 | 기소 내용 | 기소 내용 | 기소 내용 | 양형          | 비고                                                                                  |
| 사진 | 성명                 | 1         | 2         | 3         | 4         | 양형          | 비고                                                                                  |
| ---- | -------------------- | --------- | --------- | --------- | --------- | ------------- | ------------------------------------------------------------------------------------- |
|      | 오스발트 포흘        | G         | G         | G         | G         | 사형          | 친위대 상급집단지도자 겸 무장친위대 대장. 친위대 경제행정본부(SS-WVHA) 본부장.        |
|      | 아우구스트 프랑크    | I         | G         | G         | G         | 종신형        | 친위대 상급집단지도자 겸 무장친위대 대장. SS-WVHA 본부장대리. 1951년 15년형으로 감형. |
|      | 게오르크 뢰르너      | I         | I         | I         | I         | 사형 → 종신형 | 친위대 집단지도자 겸 무장친위대 중장. SS-WVHA 본부장대리. 1951년 15년형으로 감형.     |
|      | 하인츠 카를 판슬라우 | I         | G         | G         | G         | 20년형        | 친위대 여단지도자 겸 무장친위대 소장. SS-WVHA 본부장대리. 1951년 15년형으로 감형.     |
|      | 한스 뢰르너          | I         | G         | G         | G         | 10년형        | 친위대 상급지도자. 1951년 석방.                                                       |
|      | 요제프 포크트        | I         | I         | I         | I         | 무혐의 석방   | 친위대 연대지도자.                                                                    |
|      | 에르빈 첸처          | I         | G         | G         | G         | 10년형        | 친위대 연대지도자. 1951년 석방.                                                       |
|      | 루돌프 슈나이데      | I         | I         | I         | I         | 무혐의 석방   | 친위대 연대지도자.                                                                    |
|      | 막스 키퍼            | I         | G         | G         | G         | 종신형        | 친위대 상급돌격대지도자. 1948년 20년형으로 감형. 1951년 석방.                         |
|      | 프란츠 아이렌슈말츠  | I         | G         | G         | G         | 사형          | 친위대 연대지도자. 1951년 9년형으로 감형.                                             |
|      | 카를 좀머            | I         | G         | G         | G         | 사형          | 친위대 돌격대지도자. 1949년 종신형으로 감형. 1951년 20년형으로 감형.                  |
|      | 헤르만 포크          | I         | G         | G         | G         | 10년형        | 무장친위대 상급돌격대지도자. WVHA 수석 치과의. 1951년 석방.                           |
|      | 요하네스 바이어      | I         | G         | G         | G         | 10년형        | 친위대 상급지도자. 1951년 석방.                                                       |
|      | 한스 호흐베르크      | I         | G         | G         |           | 10년형        | 행정관리. 1951년 석방.                                                                |
|      | 레오 폴크            | I         | G         | G         | I         | 10년형        | 친위대 최고돌격지도자. WVHA 법무국 국장. 포흘의 개인 고문. 1951년 8년형으로 감형.     |
|      | 카를 무멘타이        | I         | G         | G         | G         | 종신형        | 친위대 상급돌격대지도자. 1951년 20년형으로 감형.                                      |
|      | 한스 보버민          | I         | G         | G         | G         | 20년형        | 친위대 상급돌격대지도자. 1948년 15년형으로 감형. 1951년 석방.                         |
|      | 호르스트 클라인      | I         | I         | I         | I         | 무혐의 석방   | 친위대 상급돌격대지도자.                                                              |

I — 기소됨   G — 기소되었고 유죄 판결

## 같이 보기
- 뉘른베르크 국제군사재판